# Jason Bacashihua
Jason Bacashihua (Dearborn Heights, Michigan, 1982. szeptember 20. –) profi amerikai jégkorongozó kapus.

## Karrierje
A 2001-es NHL-drafton a Dallas Stars választotta ki az első kör 26. helyén. Az AHL-ben töltött el két szezont a Utah Grizzliesben majd a St. Louis Blueshoz került Shawn Belle-ért cserébe. Ekkor is csak a farmcsapatban kapott játék lehetőséget. A Worcester IceCatsben és a Peoria Rivermenben játszott. A St. Lousie-ban 19 mérkőzést játszott majd lekerült a farmcsapathoz végül a Colorado Avalanche elvitte egy draftjogért cserébe de itt is csak a farmcsapatban (Lake Erie Monsters) kapott helyet. 2009-ig a Colorado farmcsapatában védett. A 2009–2010-es szezonra az AHL-es Hershey Bearsszel kötött egy évre szóló szerződést és ebben a szezonban 22 mérkőzésen kapott játéklehetőséget amiből 17 megnyert. 2010. július 2-án a Colorado Avalanche újra leigazolta egy évre, mint szabadügynököt. A coloradói csapatban nem kapott játék lehetőséget ezért csak az AHL-es Lake Erie Monstersben játszott fél szezont és a rájátszásban kettő mérkőzést. 2011. július 19-én a Philadelphia Flyers kötött vele egyéves szerződést. A csapatban nem kapott lehetőséget, hanem az AHL-es Adirondack Phantoms játszott. 2012-ben Európába ment a német ligába. Később a Straubing Tigersben játszott.
2020 decemberétől az Erste Ligában játszó Dunaújvárosi Acélbikák elsőszámú kapusa.

## Nemzetközi szereplése
Az első nemzetközi tornája a 2002-es U-20-as jégkorong-világbajnokság volt. Az amerikai válogatottal az 5. lett. A következő már felnőtt világbajnokság volt: a 2006-os IIHF jégkorong-világbajnokság, amin az amerikai férfi jégkorong-válogatott a negyeddöntőben 6–0-ra kikapott a svéd férfi jégkorong-válogatottól, így a 7. lett. A következő évben ismét részt vett a világbajnokságon, és a csapattal az 5. lett. Ez volt az utolsó válogatott tornája.

## Karrier statisztika
| 2001–2002       | Plymouth Whalers    | OHL             | 46  | 26  | 12  | 7  | 2688  | 105 | 5  | 2.34 | .921 | 6 | 2 | 4 | 360 | 15 | 0 | 2.50 | .901 |
| 2001–2002       | Utah Grizzlies      | AHL             | 1   | 0   | 1   | 0  | 61    | 3   | 0  | 2.95 | .930 | — | — | — | —   | —  | — | —    | —    |
| 2002–2003       | Utah Grizzlies      | AHL             | 39  | 18  | 18  | 2  | 2245  | 118 | 3  | 3.15 | .907 | 1 | 0 | 1 | 59  | 2  | 0 | 2.03 | .941 |
| 2003–2004       | Utah Grizzlies      | AHL             | 39  | 13  | 19  | 5  | 2234  | 99  | 3  | 2.66 | .916 | — | — | — | —   | —  | — | —    | —    |
| 2004–2005       | Worcester IceCats   | AHL             | 35  | 18  | 13  | 1  | 1909  | 80  | 2  | 2.51 | .902 | — | — | — | —   | —  | — | —    | —    |
| 2005–2006       | Peoria Rivermen     | AHL             | 15  | 9   | 4   | 0  | 820   | 36  | 2  | 2.63 | .903 | — | — | — | —   | —  | — | —    | —    |
| 2005–2006       | St. Louis Blues     | NHL             | 19  | 4   | 10  | 1  | 966   | 52  | 0  | 3.23 | .899 | — | — | — | —   | —  | — | —    | —    |
| 2006–2007       | Peoria Rivermen     | AHL             | 20  | 5   | 10  | 4  | 1139  | 55  | 1  | 2.90 | .885 | — | — | — | —   | —  | — | —    | —    |
| 2006–2007       | St. Louis Blues     | NHL             | 19  | 3   | 7   | 3  | 894   | 47  | 0  | 3.15 | .896 | — | — | — | —   | —  | — | —    | —    |
| 2007–2008       | Peoria Rivermen     | AHL             | 4   | 1   | 3   | 0  | 208   | 11  | 0  | 3.17 | .869 | — | — | — | —   | —  | — | —    | —    |
| 2007–2008       | Johnstown Chiefs    | ECHL            | 1   | 1   | 0   | 0  | 65    | 4   | 0  | 3.70 | .886 | — | — | — | —   | —  | — | —    | —    |
| 2007–2008       | Lake Erie Monsters  | AHL             | 19  | 5   | 11  | 2  | 1074  | 60  | 1  | 3.35 | .905 | — | — | — | —   | —  | — | —    | —    |
| 2008–2009       | Lake Erie Monsters  | AHL             | 39  | 13  | 21  | 3  | 2255  | 104 | 2  | 2.77 | .905 | — | — | — | —   | —  | — | —    | —    |
| 2009–2010       | Hershey Bears       | AHL             | 22  | 17  | 3   | 1  | 1258  | 52  | 1  | 2.48 | .911 | — | — | — | —   | —  | — | —    | —    |
| 2010–2011       | Lake Erie Monsters  | AHL             | 42  | 23  | 16  | 3  | 2466  | 94  | 4  | 2.29 | .917 | 2 | 1 | 1 | 118 | 5  | 0 | 2.54 | .909 |
| 2011–2012       | Adirondack Phantoms | AHL             | 23  | 8   | 11  | 1  | 1245  | 62  | 0  | 2.99 | .901 | — | — | — | —   | —  | — | —    | —    |
| AHL Összesített | AHL Összesített     | AHL Összesített | 268 | 130 | 129 | 22 | 17882 | 774 | 19 |      |      | — | — | — | —   | —  | — | —    | —    |
| NHL Összesített | NHL Összesített     | NHL Összesített | 38  | 7   | 17  | 4  | 1860  | 99  | 0  | 3.19 | .897 | — | — | — | —   | —  | — | —    | —    |

## Díjai
- OHL All-Rookie Csapat: 2002
- F. W. „Dinty” Moore-trófea: 2002
- Dave Pinkney-trófea: 2002
- CHL All-Rookie Csapat: 2002
- Calder-kupa: 2010